# Tombe du Soldat inconnu (Canada)
Pour les articles homonymes, voir Tombe du Soldat inconnu.

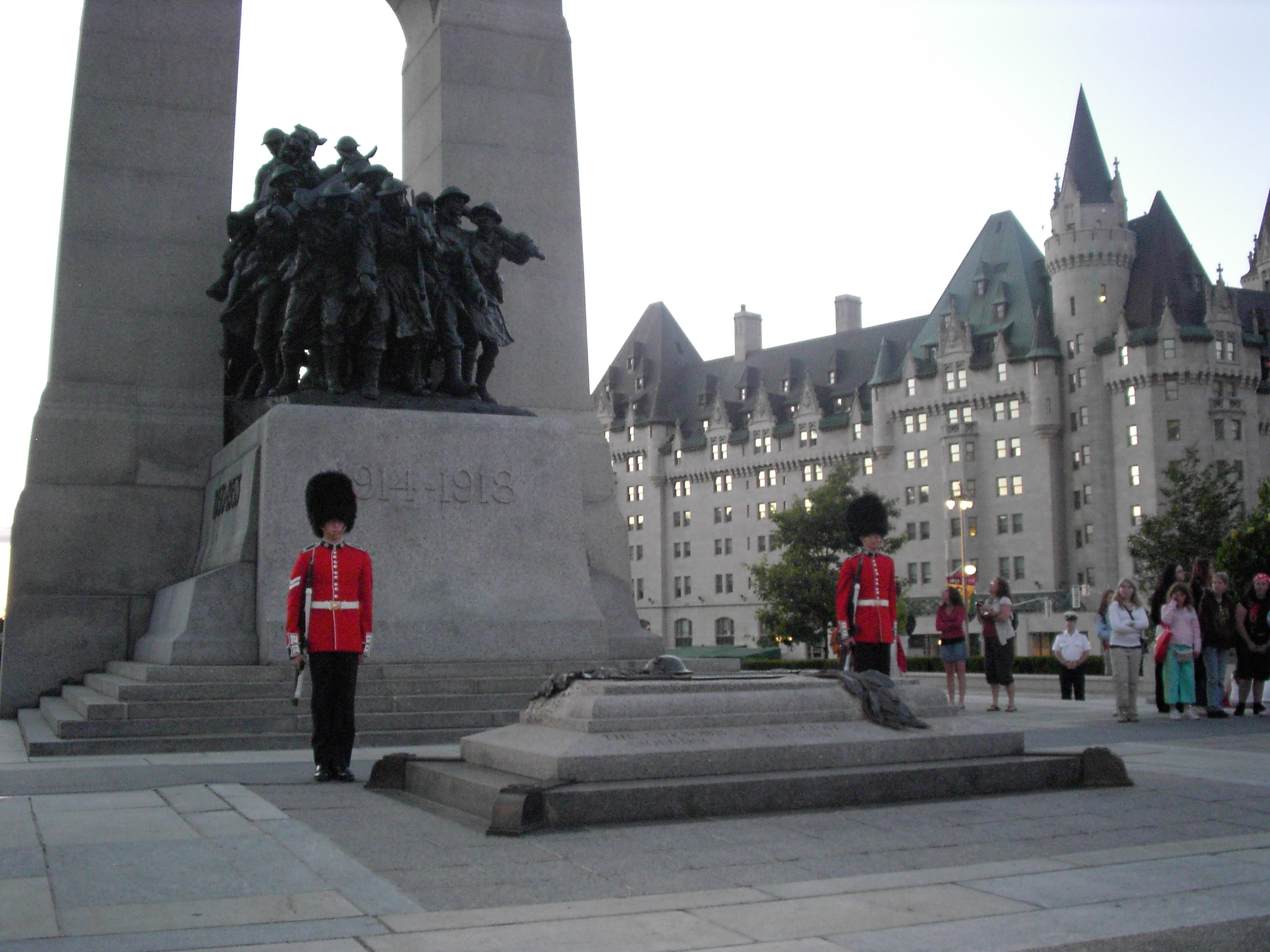
Tombe du soldat inconnu canadien, Ottawa

La tombe du Soldat inconnu d'Ottawa est composée d'un sarcophage où reposent les restes d'un soldat canadien non identifié, mort au cours de la Première Guerre mondiale en France. Elle est dédiée à tous les soldats canadiens tombés pour la patrie.

## Caractéristiques
La tombe du Soldat inconnu se trouve devant le monument commémoratif de guerre du Canada à Ottawa.
Un message est gravé sur la stèle placée sur la place originale de sa sépulture à Vimy:
ANCIENNE SÉPULTURE D'UN

SOLDAT CANADIEN INCONNU

MORT AU COURS DE LA

PREMIÈRE GUERRE MONDIALE.

IL A ÉTÉ EXHUMÉ

LE 25 mai 2000

ET IL REPOSE MAINTENANT AU

MONUMENT COMMÉMORATIF

DE GUERRE DU CANADA

À OTTAWA
THE FORMER GRAVE OF AN

UNKNOWN CANADIAN SOLDIER

OF THE FIRST WORLD WAR.

HIS REMAINS WERE REMOVED

ON 25 MAY 2000 AND NOW

LIE INTERRED AT THE

NATIONAL WAR MEMORIAL

IN OTTAWA CANADA.

## Historique

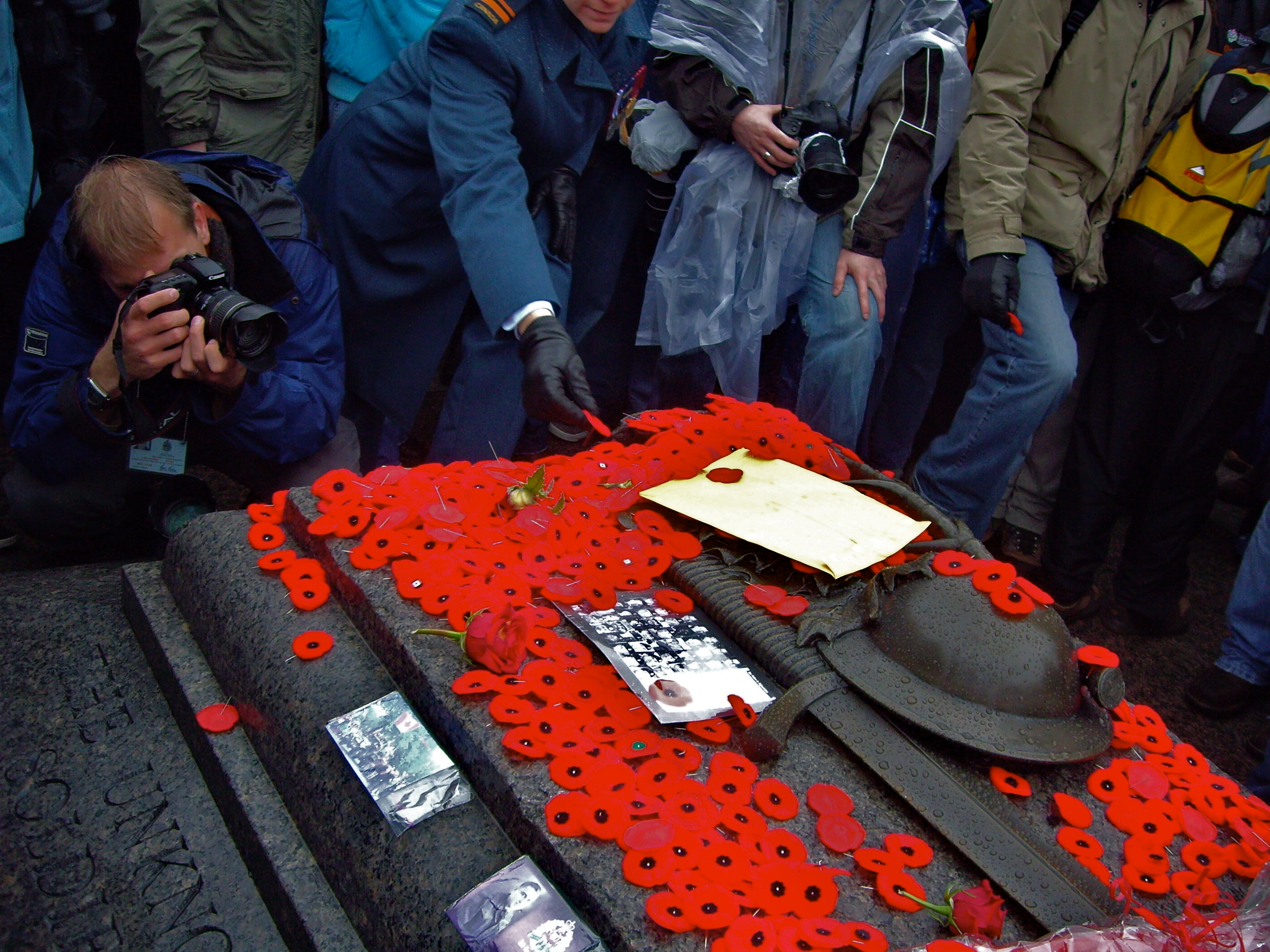
Tombe du soldat inconnu recouverte de coquelicots.

La Commonwealth War Graves Commission avait choisi la dépouille d'un soldat canadien inconnu dans un cimetière situé dans les environs de la crête de Vimy, site d'une célèbre bataille canadienne.
Elle a été rapatriée au Canada le 25 mai 2000. Après avoir été exposée 3 jours dans le hall d'honneur du Parlement en chapelle ardente, elle a été inhumée lors d'une cérémonie nationale le 28 mai. La pierre tombale originale, rapatriée elle aussi, est exposée dans une salle prévue pour elle au Musée canadien de la guerre. Les fenêtres de cette salle ont été conçues de telle sorte que, tous les ans, le 11 novembre à 11 h 00, la pierre soit baignée de la lumière naturelle du Soleil.